# Silvia Hopenhayn
Silvia Hopenhayn (Santiago, 3 de enero de 1966) es una escritora y periodista cultural argentina de origen chileno, a cargo de los talleres de lectura "Clásicos no tan Clásicos".

## Biografía
Nació en Santiago de Chile el 3 de enero de 1966. Realizó el colegio secundario en Suiza y estudió economía y Ciencias de la Comunicación en la UBA. A los dieciocho años comenzó a traducir películas de Godard, Chabrol y Truffaut, pocos tiempo después, en la década de los 90 dirigió el suplemento cultural del diario El Cronista, llamado El Cronista Cultural, que permitió ingresar en la prensa gráfica a la crítica literaria académica, contando también con la participación de escritores internacionales como Guillermo Cabrera Infante, Sergio Pitol o Nélida Piñón. En esa misma época realizó entrevistas-documentales a Adolfo Bioy Casares, Olga Orozco y Carlos Fuentes para la Televisión Pública y comenzó con sus programas literarios en Canal á. Durante diecisiete años fue columnista de libros en el diario La Nación y participó como crítica en las radios Rock & Pop y Radio Nacional. 
En el 2004 apareció su primer libro, en coautoría con Jorge Menéndez, Cuentos reales (Emecé) y al año siguiente la novela conjunta La espina infinitesimal. En 2011 presentó su novela, Elecciones primarias, que narra la historia de una niña en un colegio primario del Estado durante la dictadura militar argentina, desde 1974 a 1979. En el 2017 el compositor Guillo Espel realizó la ópera homónima basada en la novela que se estrenó en el Teatro Cervantes al año siguiente, con Víctor Torres en el papel del padre. Su segunda novela, Ginebra (2018), publicada también por Alfaguara, en clave autobiográfica, refiere al exilio en la adolescencia y la posibilidad de nacer en otra lengua. En 2021 publicó Vengo a buscar las herramientas, novela-trenza que va tejiendo tres escenas en distintos tiempos hasta reunirlas en la última frase: 1960, un niño en la Patagonia profunda descubriendo el dulzor y la aspereza de este mundo; 2019, una madre soltera recorriendo el barrio una madrugada en busca de ayuda para enterrar a un gato; cuatro niñas sin nombre -de la edad de Alicia en el país de las maravillas-, dialogando a medianoche sobre la muerte de los animales y las personas.

## Conferencias literarias
"Las mujeres del Quijote", en el Salón Dorado del Teatro Colón; "Borges y Pierre Menard", CCK; "La invención de Bioy", MALBA; "Macedonio Fernández: la resistencia de lo inexistente", en el marco del evento internacional La noche de las ideas (La Nuit des Idées); "Sabor a Proust", Alianza Francesa; "Las novelas de iniciación", Asociación de Amigos del Museo Nacional de Bellas Artes.

## Televisión
Desde 1995 realiza programas literarios en televisión, ubicando ciertas temáticas para cada ciclo. Hombres por mujeres y Mujeres por hombres son dos temporadas que contemplan los personajes masculinos de la literatura creados por escritoras mujeres (desde Frankenstein de Mary Shelley hasta El impostor, de Silvina Ocampo) y los personajes femeninos creados por escritores hombres (desde Dulcinea, de Cervantes hasta La Maga de Cortázar, entre otros). Otro ciclo está dedicado, en 13 episodios a la literatura policial, "Policiales de colección", también condujo "La página en blanco", "La lengua suelta", "La crítica" y durante siete temporadas, "El fantasma", dedicado al encuentro entre un escritor y un lector, donde un equipo de cazafantasmas se encargaba de encontrar lectores que quisieran conocer a sus escritores favoritos para propiciar el encuentro, dándole un marco íntimo, por fuera de lo periodístico, de cierta felicidad incómoda.

### Actualidad
Creadora del programa que emite Canal Encuentro, en dos temporadas, "Nacidos por escrito", una suerte de demografía de la ficción argentina, que recauda los "habitantes" de los libros, es decir, sus personajes, aquellos que nacen por escrito y siguen renaciendo en cada lectura; dicha población cuenta con 26 personajes (uno por capítulo), desde Remo Erdosain, de la novela "Los siete locos" de Roberto Arlt, hasta Yuna, de Aurora Venturini. También realizó para el mismo canal una conversación sobre la edad del tiempo con Marc Augé en el ciclo "Diálogos Transatlánticos".
Dicta talleres de lectura en el MALBA, Alianza Francesa y lleva a cabo los suyos, "Clásicos no tan clásicos", donde también realiza junto a Ernestina Gatti el ciclo de artes combinadas, "El fluir de la conciencia".

## Libros publicados
- Cuentos Reales (2004) -En coautoria con Jorge Menéndez-, relatos.
- La espina infinitesimal (2006) -En coautoria con Jorge Menéndez-, novela.
- Elecciones primarias, novela (2011)[1]
- ¿Lo Leiste?, crítica literaria (2013)
- Ginebra, novela (2018)
- Vengo a buscar las herramientas, novela (2021)

## Premios y reconocimientos
- Diploma al Mérito de los Premios Konex: Literaria (1997).[2]
- Premio Julio Cortázar de la Cámara Argentina del Libro.[3]
- Premio Pregronero de la Feria Internacional del Libro por su labor en la prensa gráfica.
- Premio ATVC por la conducción de programas literarios en Cable.[4][5]